# Stadio municipale (Zemun)
Lo Stadio municipale di Zemun (in serbo Градски стадион у Земуну?, Gradski stadion u Zemunu)  è uno stadio di calcio con sede a Belgrado che ospita le partite dello Zemun. Si trova nel municipio di Zemun, in Ugrinovačka 80.

## Storia
Lo stadio venne inaugurato il 29 settembre 1962 come casa del FK Jedinstvo, ormai diventato un'importante realtà a livello nazionale, ma anche per dare alla città un impianto multiuso per altri sport oltre il calcio. Ha ospitato la prima partita di Prva Liga il 22 agosto 1982, quando gli sloveni dell'Olimpia Lubiana vinsero per 3-2
La capienza del Gradski Stadion è stata ridotta agli attuali 9.590 spettatori, disposti intorno alla pista d'atletica. Tutti i settori sono dotati di posti a sedere, tranne la curva nord, quella occupata dal tifo organizzato, i Taurunum boys, club fondato nel 1987.
La base è costituita erba naturale e nel 2018 sono stati installati atomizzatori sotterranei, così da irrigare il terreno in modo più efficace e moderno. Non è presente un impianto di illuminazione, anche se in progetto per il futuro prossimo.
Sebbene fosse stato concepito, come detto, principalmente per le partite di calcio, in passato il Gradski Stadion ha ospitato diversi eventi, tra tutti i concerti di Tina Turner nel 1990 e Bob Dylan nel 1991.
All'interno dell'impianto, come in molti altri stadi simili, si trova un ristorante, il Restoran Stadion.